# Evert Julius Bonsdorff
Evert Julius Bonsdorff (født 24. september 1810, død 30. juli 1898) var en finsk læge og zoolog.
Bonsdorff studerede i Helsinki, hvor han blev Dr. med. 1840. Efter en kort virksomhed som militærlæge blev han prosektor og adjunkt ved universitetet i Helsinki 1837, hvor han var ordentlig professor i anatomi og fysiologi 1846—1871. Han grundlagde det normal- og komparativ-anatomiske museum ved universitetet og udgav talrige skrifter, dels af medicinsk (især anatomiske og retsmedicinske arbejder), dels af zoologisk indhold, ligesom han har tilvejebragt en udmærket samling af finske fugle til universitetets museum. 